# Intel Core 2 Extreme
Les processeurs Intel Core 2 Extreme sont une série de processeurs 64 bits x86 pour le marché du haut de gamme. Ces processeurs sont des dérivés de l'Intel Core Architecture ainsi que son die shrink, l'Enhanced Intel Core Architecture.
La particularité des Core 2 Extreme par rapport à leur homologue grand public les Core 2 réside en outre du prix de 999 $ au lancement, dans la possibilité d’augmenter le coefficient multiplicateur (alors que pour les Core 2 il peut uniquement être diminué), ce qui facilite le surcadençage (overclocking). De plus leur enveloppe thermique est plus élevée, de 10 à 35 W par rapport aux processeurs de moindre fréquence.

## Architecture Intel Core (65 nm)

### Conroe XE
| Modèle                 | Nb. cœurs | Fréquence | Cache      | Cache | Mult. | Tension      | Révision | TDP  | FSB       | Socket  | Références     | Commercialisation | Commercialisation |
| Modèle                 | Nb. cœurs | Fréquence | L1         | L2    | Mult. | Tension      | Révision | TDP  | FSB       | Socket  | Références     | Début             | Fin               |
| ---------------------- | --------- | --------- | ---------- | ----- | ----- | ------------ | -------- | ---- | --------- | ------- | -------------- | ----------------- | ----------------- |
| Core 2 Extreme - X6x00 |           |           |            |       |       |              |          |      |           |         |                |                   |                   |
| X6800                  | 2         | 2,93 GHz  | 2 × 64 Kio | 4 Mio | ×11   | 0,85 - 1,5 V |          | 75 W | 1066 MT/s | LGA 775 | HH80557PH0774M | 27 juillet 2006   | 4e trim. 2007     |

### Kentsfield XE
Le Kentsfield XE est un processeur quadri-cœur d'Intel. Le premier modèle a été commercialisé sous le nom de Core 2 Extreme QX6700 à 2,66 GHz. Une version moins onéreuse, le Core 2 Quad Q6600 à 2,4 GHz est sortie début 2007.
| Modèle                  | Nb. cœurs | Fréquence | Cache      | Cache     | Mult. | Tension      | Révision | TDP   | FSB       | Socket  | Références     | Commercialisation | Commercialisation |
| Modèle                  | Nb. cœurs | Fréquence | L1         | L2        | Mult. | Tension      | Révision | TDP   | FSB       | Socket  | Références     | Début             | Fin               |
| ----------------------- | --------- | --------- | ---------- | --------- | ----- | ------------ | -------- | ----- | --------- | ------- | -------------- | ----------------- | ----------------- |
| Core 2 Extreme - QX6xx0 |           |           |            |           |       |              |          |       |           |         |                |                   |                   |
| QX6850                  | 4         | 3,00 GHz  | 4 × 64 Kio | 2 × 4 Mio | ×9    | 0,85 - 1,5 V |          | 130 W | 1333 MT/s | LGA 775 | HH80562XJ0808M | 16 juillet 2007   |                   |
| QX6800                  | 4         | 2,93 GHz  | 4 × 64 Kio | 2 × 4 Mio | ×11   | 0,85 - 1,5 V |          | 130 W | 1066 MT/s | LGA 775 | HH80562PH0778M | 9 avril 2007      |                   |
| QX6700                  | 4         | 2,66 GHz  | 4 × 64 Kio | 2 × 4 Mio | ×10   | 0,85 - 1,5 V |          | 130 W | 1066 MT/s | LGA 775 | HH80562PH0678M | 14 novembre 2006  |                   |

### Merom XE
Les Core 2 Extreme X7900 et X7800 sont les deux seuls modèles à pouvoir utiliser Intel Dynamic Acceleration, ils succèdent au Core 2 Duo T7600G.
| Modèle                        | Nb. cœurs | Fréquence | Cache      | Cache | Mult. | Tension       | Révision | TDP  | FSB      | Socket   | Références     | Commercialisation | Commercialisation |
| Modèle                        | Nb. cœurs | Fréquence | L1         | L2    | Mult. | Tension       | Révision | TDP  | FSB      | Socket   | Références     | Début             | Fin               |
| ----------------------------- | --------- | --------- | ---------- | ----- | ----- | ------------- | -------- | ---- | -------- | -------- | -------------- | ----------------- | ----------------- |
| Core 2 Extreme Mobile - X7x00 |           |           |            |       |       |               |          |      |          |          |                |                   |                   |
| X7900                         | 2         | 2,80 GHz  | 2 × 64 Kio | 4 Mio | ×14   | 1,1 - 1,375 V |          | 44 W | 800 MT/s | socket P | LF80537GG0724M | 22 août 2007      |                   |
| X7800                         | 2         | 2,60 GHz  | 2 × 64 Kio | 4 Mio | ×13   | 1,1 - 1,375 V |          | 44 W | 800 MT/s | socket P | LF80537GG0644M | 16 juillet 2007   |                   |

## Architecture Intel Core améliorée (45 mm)
Le Enhanced Intel Core Architecture/Penryn est le nom de la nouvelle architecture de processeurs Intel. Il s'agit d'un die shrink de l'architecture Core en 45 nm, il devrait être pourvu d'un FSB 1333 MHz Quad Pumped (plus tard 1600 MHz) et 6 Mo de cache L2 ainsi que la nouvelle instruction SSE4. Il comprendra une version Dual et Quad core, desktop et mobile.

### Yorkfield XE
Le Yorkfield est un processeur quadri-cœur d'Intel rassemblant 2 cœurs Wolfdale sur un même die, il sera donc équipé d'un cache L2 partagé 2 × 6 Mo. D'après les informations fournies par Intel la Technologie Lagrande ou TXT. La gravure se fera évidemment en 45 nm.
Une version pour socket LGA 771 est prévue afin de proposer des ordinateurs bi-processeur (ce qui n'était plus possible avec des pentium d'Intel depuis le Pentium 3) et octo cœurs, c'est la plate-forme en:Intel Skulltrail.
| Modèle                  | Nb. cœurs | Fréquence | Cache      | Cache     | Mult. | Tension         | Révision | TDP   | FSB       | Socket  | Références     | Commercialisation | Commercialisation |
| Modèle                  | Nb. cœurs | Fréquence | L1         | L2        | Mult. | Tension         | Révision | TDP   | FSB       | Socket  | Références     | Début             | Fin               |
| ----------------------- | --------- | --------- | ---------- | --------- | ----- | --------------- | -------- | ----- | --------- | ------- | -------------- | ----------------- | ----------------- |
| Core 2 Extreme - QX9xxx |           |           |            |           |       |                 |          |       |           |         |                |                   |                   |
| QX9775                  | 4         | 3,20 GHz  | 4 × 64 Kio | 2 × 6 Mio | ×8    | 0,85 - 1,3500 V |          | 150 W | 1600 MT/s | LGA 771 | EU80574XL088N  | 1er trim. 2008    | 9 octobre 2009    |
| QX9770                  | 4         | 3,20 GHz  | 4 × 64 Kio | 2 × 6 Mio | ×8    | 0,85 - 1,3625 V |          | 136 W | 1600 MT/s | LGA 775 | EU80569XL088NL | 1er trim. 2008    |                   |
| QX9650                  | 4         | 3,00 GHz  | 4 × 64 Kio | 2 × 6 Mio | ×9    | 0,85 - 1,3625 V |          | 130 W | 1333 MT/s | LGA 775 | EU80569XJ080NL | 11 novembre 2007  |                   |

### Penryn XE
Le Penryn XE est un die shrink du Merom XE destiné aux ordinateurs portables.
| Modèle                         | Nb. cœurs | Fréquence | Cache      | Cache     | Mult. | Tension      | Révision | TDP  | FSB       | Socket   | Références      | Commercialisation | Commercialisation |
| Modèle                         | Nb. cœurs | Fréquence | L1         | L2        | Mult. | Tension      | Révision | TDP  | FSB       | Socket   | Références      | Début             | Fin               |
| ------------------------------ | --------- | --------- | ---------- | --------- | ----- | ------------ | -------- | ---- | --------- | -------- | --------------- | ----------------- | ----------------- |
| Core 2 Extreme Mobile - QX9x00 |           |           |            |           |       |              |          |      |           |          |                 |                   |                   |
| QX9300                         | 4         | 2,53 GHz  | 4 × 64 Kio | 2 × 6 Mio | ×9,5  | 0,9 - 1,25 V |          | 45 W | 1066 MT/s | socket P | AW80581ZH061003 | 19 août 2008      | 25 mars 2011      |
| Core 2 Extreme Mobile - X9x00  |           |           |            |           |       |              |          |      |           |          |                 |                   |                   |
| X9100                          | 2         | 3,06 GHz  | 2 × 64 Kio | 6 Mio     | ×11,5 | 1 - 1,275 V  |          | 44 W | 1066 MT/s | socket P | AW80576ZH0836M  | 15 juillet 2008   | 25 mars 2011      |
| X9000                          | 2         | 2,80 GHz  | 2 × 64 Kio | 6 Mio     | ×14   | 1 - 1,275 V  |          | 44 W | 800 MT/s  | socket P | FF80576ZG0726M  | 7 janvier 2008    | mai 2009          |